# بالا عربلر
بالا عربلر (به ترکی آذربایجانی: Bala Ərəblər) یک منطقهٔ مسکونی در جمهوری آذربایجان است که در شهرستان بردع واقع شده‌است. بالا عربلر ۹۴۱ نفر جمعیت دارد.